# Goran Jurić
Goran Jurić (* 5. Februar 1963 in Mostar) ist ein ehemaliger jugoslawischer bzw. kroatischer Fußballspieler.

## Nationalmannschaft
1988 debütierte der in der Herzegowina geborene Jurić in der jugoslawischen Nationalmannschaft. Ab 1997 spielte er für die kroatische Nationalmannschaft. Mit dieser qualifizierte er sich erfolgreich für die Weltmeisterschaft 1998 in Frankreich. Jurić bestritt 19 Länderspiele für Jugoslawien und Kroatien.

## Erfolge

### Mit der Nationalmannschaft
3. Platz bei der WM 1998 mit Kroatien

### Mit seinen Vereinen
- 1. jugoslawische Fußballliga: 1988, 1990, 1991
- 1. HNL: 1996, 1997, 1998, 1999, 2000
- Jugoslawischer Fußballpokal: 1986, 1990
- Kroatischer Fußballpokal: 1996, 1997, 1998